# Lista de prêmios e indicações recebidos por Andrew Garfield
Andrew Garfield é um ator anglo-americano que ao longo de sua carreira foi indicado e venceu diversos prêmios, notavelmente suas nomeações para o Oscar de Melhor Ator (2017), ao BAFTA de Melhor Ator Coadjuvante, Melhor Estrela em Ascensão e Melhor Ator (2011 e 2017); Globo de Ouro para Melhor Ator Coadjuvante em Cinema e Melhor Ator em Filme Dramático (2011 e 2017); Prêmios Satellite de Melhor Ator Coadjuvante em Cinema (2011) e aos Prêmios Screen Actors Guild de Melhor Elenco em Cinema e Melhor Ator (2011 e 2017). Ele já venceu o Prêmio AACTA de Melhor Ator (2017), BAFTA de Melhor Ator em Televisão (2008), Critics Choice de Melhor Ator em Filme de Ação, Palm Springs de Atuação do Ano (2017), Satellite de Melhor Ator em Cinema (2017), o Prêmio Saturno de Melhor Ator Coadjuvante em Cinema (2011) entre diversos outros. Já no teatro, obteve indicações ao Prêmio Drama League de Desempenho Destaque (2012 e 2018, esta qual ganhou), Prêmios Evening Standard Theatre de Melhor Novato e Melhor Ator (2006 e 2017), Prêmio Laurence Olivier de Melhor Ator (2018), o Prêmio Tony de Melhor Performance de um Ator em um Papel de Destaque (2012), ganhou o Drama Desk (2018) e o Tony de Melhor Ator em uma Peça.
O ator também já foi nomeado aos Prêmios Teen Choice em quatro ocasiões. Para o MTV Movie, recebeu três indicações, assim como aos prêmios Gold Derby, Golden Schmoes, KCA, Online Film & Television Association, das quais venceu uma, e ao Young Hollywood. No que concerne à premiações concedidas por associações de críticos de cinema, angariou nomeações na Associação de Críticos de Cinema de Chicago, Boston Society of Film Critics, Broadcast Film Critics Association, Detroit Film Critics Society, Houston Film Critics Society, London Film Critics' Circle, no qual venceu as categorias de Melhor Ator Britânico e Melhor Ator Coadjuvante Britânico do Ano, e na Washington D.C. Area Film Critics Association.
A seguir está uma lista de prêmios e indicações recebidas pelo ator Andrew Garfield.

## Principais associações

### Oscar
| Ano  | Categoria   | Indicação          | Resultado |
| ---- | ----------- | ------------------ | --------- |
| 2016 | Melhor Ator | Hacksaw Ridge      | Indicado  |
| 2022 | Melhor Ator | tick tick... BOOM! | Indicado  |

### Emmy Awards
| Ano  | Categoria                              | Indicação                  | Resultado |
| ---- | -------------------------------------- | -------------------------- | --------- |
| 2022 | Melhor Ator em Minissérie ou Telefilme | Under the Banner of Heaven | Indicado  |

### BAFTA
| Ano                               | Categoria                         | Indicação                         | Resultado                         |
| British Academy Television Awards | British Academy Television Awards | British Academy Television Awards | British Academy Television Awards |
| --------------------------------- | --------------------------------- | --------------------------------- | --------------------------------- |
| 2008                              | Melhor Ator em Televisão          | Boy A                             | Venceu                            |
| British Academy Film Awards       |                                   |                                   |                                   |
| 2011                              | Melhor Ator Coadjuvante           | The Social Network                | Indicado                          |
| 2011                              | Melhor Estrela em Ascenção        | Ele Mesmo                         | Indicado                          |
| 2017                              | Melhor Ator                       | Hacksaw Ridge                     | Indicado                          |

### Globo de Ouro
| Ano  | Categoria                                  | Indicação                  | Resultado |
| ---- | ------------------------------------------ | -------------------------- | --------- |
| 2011 | Melhor Ator Coadjuvante em Cinema          | The Social Network         | Indicado  |
| 2017 | Melhor Ator em Cinema - Drama              | Hacksaw Ridge              | Indicado  |
| 2022 | Melhor Ator em Cinema - Comédia ou Musical | tick, tick... BOOM!'       | Venceu    |
| 2023 | Melhor Ator em Minissérie ou Telefilme     | Under the Banner of Heaven | Indicado  |

### Prêmio Laurence Olivier
| Ano  | Categoria                         | Indicação         | Resultado |
| ---- | --------------------------------- | ----------------- | --------- |
| 2018 | Melhor Ator Principal em uma Peça | Angels in America | Indicado  |

### SAG Awards
| Ano  | Categoria               | Indicação           | Resultado |
| ---- | ----------------------- | ------------------- | --------- |
| 2011 | Melhor Elenco em Cinema | The Social Network  | Indicado  |
| 2017 | Melhor Ator Principal   | Hacksaw Ridge       | Indicado  |
| 2022 | Melhor Ator Principal   | tick, tick... BOOM! | Indicado  |

### Tony Awards
| Ano  | Categoria                         | Indicação           | Resultado |
| ---- | --------------------------------- | ------------------- | --------- |
| 2012 | Melhor Ator Principal em uma Peça | Death of a Salesman | Indicado  |
| 2018 | Melhor Ator Principal em uma Peça | Angels in America   | Venceu    |

## Festivais

### Capri Hollywood International Film Festival
| Ano  | Categoria                   | Indicação          | Resultado |
| ---- | --------------------------- | ------------------ | --------- |
| 2016 | Prêmio Ator Capri           | Hacksaw Ridge      | 2.º lugar |
| 2021 | Prêmio Capri Rei da Comédia | Tick, Tick...Boom! | 2.º lugar |

### Hollywood Film Festival
| Ano  | Categoria                  | Indicação                              | Resultado |
| ---- | -------------------------- | -------------------------------------- | --------- |
| 2010 | Conjunto do ano            | The Social Network                     | Venceu    |
| 2010 | Melhor desempenho inovador | Never Let Me Go and The Social Network | Venceu    |

### Palm Springs International Film Festival
| Ano  | Categoria                  | Indicação           | Resultado |
| ---- | -------------------------- | ------------------- | --------- |
| 2011 | Prêmio Elenco              | The Social Network  | 2.º lugar |
| 2017 | Prêmio Destaque            | Hacksaw Ridge       | 2.º lugar |
| 2021 | Prêmio Palmeira do Deserto | Tick, Tick... Boom! | 2.º lugar |

### Santa Barbara International Film Festival
| Ano  | Categoria       | Indicação          | Resultado |
| ---- | --------------- | ------------------ | --------- |
| 2011 | Prêmio Virtuoso | The Social Network | 2.º lugar |

### Zurich Film Festival
| Ano  | Categoria           | Indicação | Resultado |
| ---- | ------------------- | --------- | --------- |
| 2017 | Prêmio Olho Dourado | Breathe   | 2.º lugar |

## Outros prêmios

### Prêmios de cinema

#### AACTA Awards
| Ano  | Categoria                 | Indicação           | Resultado |
| ---- | ------------------------- | ------------------- | --------- |
| 2016 | Melhor ator               | Hacksaw Ridge       | Venceu    |
| 2016 | Melhor Ator Internacional | Hacksaw Ridge       | Indicado  |
| 2021 | Melhor Ator Internacional | Tick, Tick... Boom! | Indicado  |

#### Awards Circuit Community Awards
| Ano  | Categoria                                 | Indicação          | Resultado |
| ---- | ----------------------------------------- | ------------------ | --------- |
| 2010 | Melhor Performance de um Ator Coadjuvante | The Social Network | 2.º lugar |
| 2016 | Melhor ator em um papel principal         | Hacksaw Ridge      | Indicado  |

#### AFCA Film & Writing Awards
| Ano  | Categoria   | Indicação     | Resultado |
| ---- | ----------- | ------------- | --------- |
| 2017 | Melhor ator | Hacksaw Ridge | Indicado  |

#### British Independent Film Awards
| Ano  | Categoria               | Indicação       | Resultado |
| ---- | ----------------------- | --------------- | --------- |
| 2010 | Melhor Ator Coadjuvante | Never Let Me Go | Venceu    |

#### Evening Standard British Film Awards
| Ano  | Categoria   | Indicação                              | Resultado |
| ---- | ----------- | -------------------------------------- | --------- |
| 2010 | Melhor ator | Never Let Me Go and The Social Network | Venceu    |

#### The Film Art Awards
| Ano  | Categoria               | Indicação          | Resultado |
| ---- | ----------------------- | ------------------ | --------- |
| 2010 | Melhor Ator Coadjuvante | The Social Network | Indicado  |
| 2016 | Melhor ator             | Hacksaw Ridge      | Venceu    |

#### Gold Derby Awards
| Ano  | Categoria        | Indicação          | Resultado |
| ---- | ---------------- | ------------------ | --------- |
| 2011 | Ator coadjuvante | The Social Network | Indicado  |
| 2011 | Elenco           | The Social Network | Indicado  |
| 2017 | Ator principal   | Hacksaw Ridge      | Indicado  |

#### Golden Schmoes Awards
| Ano  | Categoria                      | Indicação          | Resultado |
| ---- | ------------------------------ | ------------------ | --------- |
| 2010 | Melhor Ator Coadjuvante do Ano | The Social Network | Indicado  |
| 2010 | Desempenho inovador do ano     | The Social Network | Indicado  |
| 2016 | Melhor Ator do Ano             | Hacksaw Ridge      | Indicado  |

#### IGN Summer Movie Awards
| Ano  | Categoria                                     | Indicação     | Resultado |
| ---- | --------------------------------------------- | ------------- | --------- |
| 2016 | Melhor Ator de Cinema - People's Choice Award | Hacksaw Ridge | Venceu    |
| 2016 | Melhor Ator de Cinema                         | Hacksaw Ridge | Indicado  |

#### National Movie Awards
| Ano  | Categoria                        | Indicação          | Resultado |
| ---- | -------------------------------- | ------------------ | --------- |
| 2011 | One to Watch: Brits Going Global | The Social Network | Indicado  |

#### International Cinephile Society Awards
| Ano  | Categoria   | Indicação | Resultado |
| ---- | ----------- | --------- | --------- |
| 2017 | Melhor ator | Silence   | Indicado  |

#### International Online Cinema Awards
| Ano  | Categoria               | Indicação          | Resultado |
| ---- | ----------------------- | ------------------ | --------- |
| 2011 | Melhor Ator Coadjuvante | The Social Network | Indicado  |

#### Irish Film and Television Award
| Ano  | Categoria                 | Indicação     | Resultado |
| ---- | ------------------------- | ------------- | --------- |
| 2017 | Melhor Ator Internacional | Hacksaw Ridge | Indicado  |

#### Italian Online Movie Awards
| Ano  | Categoria               | Indicação          | Resultado |
| ---- | ----------------------- | ------------------ | --------- |
| 2011 | Melhor Ator Coadjuvante | The Social Network | Indicado  |

#### MTV Movie + TV Awards
| Ano  | Categoria                                        | Indicação                | Resultado |
| ---- | ------------------------------------------------ | ------------------------ | --------- |
| 2011 | Melhor Linha de um Filme (com Justin Timberlake) | The Social Network       | Indicado  |
| 2011 | Melhor Estrela Revelação                         | The Social Network       | Indicado  |
| 2015 | Melhor Beijo (com Emma Stone)                    | The Amazing Spider-Man 2 | Indicado  |

#### Nickelodeon Kids' Choice Awards
| Ano  | Categoria                             | Indicação                | Resultado |
| ---- | ------------------------------------- | ------------------------ | --------- |
| 2013 | Estrela de ação masculina favorita    | The Amazing Spider-Man   | Indicado  |
| 2013 | Chutador de bundas masculino favorito | The Amazing Spider-Man   | Indicado  |
| 2015 | Estrela de ação masculina favorita    | The Amazing Spider-Man 2 | Indicado  |

#### Online Film & Television Association
| Ano  | Categoria                                | Indicação          | Resultado |
| ---- | ---------------------------------------- | ------------------ | --------- |
| 2011 | Melhor Performance Revelação - Masculino | The Social Network | 2.º lugar |
| 2011 | Melhor Ator Coadjuvante                  | The Social Network | Indicado  |
| 2017 | Melhor ator                              | Hacksaw Ridge      | Indicado  |

#### People's Choice Awards
| Ano  | Categoria                                  | Indicação                | Resultado |
| ---- | ------------------------------------------ | ------------------------ | --------- |
| 2012 | Super-herói de filme favorito              | The Amazing Spider-Man   | Indicado  |
| 2012 | Química favorita na tela (com Emma Stone)  | The Amazing Spider-Man   | Indicado  |
| 2014 | Dupla de filmes favoritos (com Emma Stone) | The Amazing Spider-Man 2 | Indicado  |

#### Satellite Awards
| Ano  | Categoria                              | Indicação           | Resultado | Ref.   |
| ---- | -------------------------------------- | ------------------- | --------- | ------ |
| 2010 | Melhor Ator Coadjuvante - Filme        | The Social Network  | Indicado  | [ 37 ] |
| 2016 | Melhor Ator - Filme                    | Hacksaw Ridge       | Venceu    |        |
| 2021 | Melhor Ator - Filme Musical ou Comédia | Tick, Tick... Boom! | Pendente  |        |

#### Saturn Awards
| Ano  | Categoria               | Indicação       | Resultado |
| ---- | ----------------------- | --------------- | --------- |
| 2010 | Melhor Ator Coadjuvante | Never Let Me Go | Venceu    |

#### Scream Awards
| Ano  | Categoria                          | Indicação                           | Resultado |
| ---- | ---------------------------------- | ----------------------------------- | --------- |
| 2010 | Desempenho de destaque - Masculino | The Imaginarium of Doctor Parnassus | Indicado  |

#### Teen Choice Awards
| Ano  | Categoria                                         | Indicação                | Resultado |
| ---- | ------------------------------------------------- | ------------------------ | --------- |
| 2010 | Escolha do Filme: Ladrão de Cena Masculino        | The Social Network       | Indicado  |
| 2012 | Estrela de Cinema de Verão: Masculino             | The Amazing Spider-Man   | Indicado  |
| 2014 | Escolha Liplock (com Emma Stone)                  | The Amazing Spider-Man 2 | Indicado  |
| 2014 | Melhor Ator de Filme - Ficção Científica/Fantasia | The Amazing Spider-Man 2 | Indicado  |
| 2017 | Escolha de ator de filme de drama                 | Hacksaw Ridge            | Indicado  |

#### Young Hollywood Awards
| Ano  | Categoria                             | Indicação                | Resultado |
| ---- | ------------------------------------- | ------------------------ | --------- |
| 2014 | Super super-herói                     | The Amazing Spider-Man 2 | Indicado  |
| 2014 | Ator Favorito dos Fãs - Masculino     | The Amazing Spider-Man 2 | Indicado  |
| 2014 | Melhor Casal na Tela (com Emma Stone) | The Amazing Spider-Man 2 | Indicado  |

### Prêmios de teatro

#### Broadway.com Audience Choice Awards
| Ano  | Categoria                                          | Indicação         | Resultado |
| ---- | -------------------------------------------------- | ----------------- | --------- |
| 2012 | Ator favorito em uma peça                          | Death of Salesman | Indicado  |
| 2012 | Desempenho inovador favorito                       | Death of Salesman | Venceu    |
| 2012 | Par favorito no palco (com Philip Seymour Hoffman) | Death of Salesman | Indicado  |
| 2018 | Ator principal favorito em uma peça                | Angels in America | Venceu    |

#### Drama Desk Awards
| Ano  | Categoria               | Indicação         | Resultado |
| ---- | ----------------------- | ----------------- | --------- |
| 2018 | Melhor ator em uma peça | Angels in America | Venceu    |

#### Drama League Awards
O destinatário só pode receber o prêmio uma vez durante sua carreira.
| Ano  | Categoria               | Indicação           | Resultado |
| ---- | ----------------------- | ------------------- | --------- |
| 2012 | Desempenho diferenciado | Death of a Salesman | Indicado  |
| 2018 | Desempenho diferenciado | Angels in America   | Indicado  |

#### Evening Standard Theatre Awards
| Ano  | Categoria               | Indicação                                                    | Resultado |
| ---- | ----------------------- | ------------------------------------------------------------ | --------- |
| 2006 | Excelente recém-chegado | Beautiful Thing; Burn/Chatroom/Citizenship; The Overwhelming | Venceu    |
| 2017 | Melhor ator             | Angels in America                                            | Venceu    |

#### Outer Critics Circle Awards
| Ano  | Categoria               | Indicação           | Resultado |
| ---- | ----------------------- | ------------------- | --------- |
| 2012 | Melhor ator em uma peça | Death of a Salesman | Indicado  |
| 2018 | Melhor Ator em Peça     | Angels in America   | Venceu    |

#### Theatregoers' Choice Awards
| Ano  | Categoria           | Indicação         | Resultado |
| ---- | ------------------- | ----------------- | --------- |
| 2017 | Melhor Ator em Peça | Angels in America | Indicado  |

#### Theatre Fans' Choice Awards
| Ano  | Categoria                         | Indicação         | Resultado |
| ---- | --------------------------------- | ----------------- | --------- |
| 2018 | Melhor ator principal em uma peça | Angels in America | Venceu    |

#### WhatsOnStage Awards
| Ano  | Categoria           | Indicação         | Resultado |
| ---- | ------------------- | ----------------- | --------- |
| 2018 | Melhor Ator em Peça | Angels in America | Indicado  |

### Prêmios de televisão

#### CinEuphoria Awards
| Ano  | Categoria                              | Indicação | Resultado |
| ---- | -------------------------------------- | --------- | --------- |
| 2010 | Melhor Ator - Competição Internacional | Boy A     | Venceu    |

#### Royal Television Society
| Ano  | Categoria               | Indicação | Resultado |
| ---- | ----------------------- | --------- | --------- |
| 2008 | Melhor Ator - Masculino | Boy A     | Indicado  |

## Associações de críticos
| Ano  | Indicação                  | Associação                                        | Categoria                                                                     | Resultado    |
| ---- | -------------------------- | ------------------------------------------------- | ----------------------------------------------------------------------------- | ------------ |
| 2010 | Never Let Me Go            | London Film Critics' Circle                       | Ator do Ano                                                                   | Indicado     |
| 2010 | The Social Network         | Boston Society of Film Critics                    | Melhor Ator Coadjuvante                                                       | Vice-Campeão |
| 2010 | The Social Network         | Chicago Film Critics Association                  | Melhor Ator Coadjuvante                                                       | Indicado     |
| 2010 | The Social Network         | Critics' Choice Movie Awards                      | Melhor Ator Coadjuvante                                                       | Indicado     |
| 2010 | The Social Network         | Critics' Choice Movie Awards                      | Melhor Ator Coadjuvante                                                       | Indicado     |
| 2010 | The Social Network         | Detroit Film Critics Society                      | Desempenho inovador (camada com Never Let Me Go)                              | Indicado     |
| 2010 | The Social Network         | Detroit Film Critics Society                      | Melhor Ator Coadjuvante                                                       | Indicado     |
| 2010 | The Social Network         | Houston Film Critics Society                      | Melhor Ator Coadjuvante                                                       | Indicado     |
| 2010 | The Social Network         | Indiewire Critics' Poll                           | Melhor desempenho de suporte                                                  | Indicado     |
| 2010 | The Social Network         | Iowa Film Critics Awards                          | Melhor Ator Coadjuvante                                                       | Indicado     |
| 2010 | The Social Network         | Las Vegas Film Critics Society Awards             | Melhor Ator Coadjuvante                                                       | Indicado     |
| 2010 | The Social Network         | Online Film Critics Society                       | Melhor Ator Coadjuvante                                                       | Indicado     |
| 2010 | The Social Network         | Phoenix Film Critics Society Awards               | Melhor Ator Coadjuvante                                                       | Indicado     |
| 2010 | The Social Network         | Phoenix Film Critics Society Awards               | Melhor Atuação em Conjunto                                                    | Venceu       |
| 2010 | The Social Network         | San Diego Film Critics Society Awards             | Melhor Performance de Conjunto                                                | Indicado     |
| 2010 | The Social Network         | Utah Film Critics Association Awards              | Melhor Ator Coadjuvante                                                       | Indicado     |
| 2010 | The Social Network         | Village Voice Film Poll                           | Melhor Ator Coadjuvante                                                       | Indicado     |
| 2010 | The Social Network         | Washington D.C. Area Film Critics Association     | Melhor conjunto de atuação                                                    | Indicado     |
| 2010 | The Social Network         | Washington D.C. Area Film Critics Association     | Melhor Ator Coadjuvante                                                       | Indicado     |
| 2011 | The Social Network         | Central Ohio Film Critics Association             | Melhor Conjunto                                                               | Indicado     |
| 2011 | The Social Network         | Central Ohio Film Critics Association             | Melhor Ator Coadjuvante                                                       | Indicado     |
| 2011 | The Social Network         | Gay and Lesbian Entertainment Critics Association | We're Wilde About You! Rising Star of the Year (empatado com Never Let Me Go) | Indicado     |
| 2011 | The Social Network         | London Film Critics' Circle                       | Ator britânico em papel coadjuvante                                           | Venceu       |
| 2015 | 99 Homes                   | Women Film Critics Circle Awards                  | Melhor ator                                                                   | Indicado     |
| 2016 | Silence                    | Village Voice Film Poll                           | Melhor ator                                                                   | Indicado     |
| 2016 | Hacksaw Ridge              | Critics' Choice Movie Awards                      | Melhor Ator em Filme de Ação                                                  | Venceu       |
| 2016 | Hacksaw Ridge              | Critics' Choice Movie Awards                      | Melhor ator                                                                   | Indicado     |
| 2016 | Hacksaw Ridge              | Denver Film Critics Society                       | Melhor ator                                                                   | Indicado     |
| 2016 | Hacksaw Ridge              | Detroit Film Critics Society                      | Melhor ator                                                                   | Indicado     |
| 2016 | Hacksaw Ridge              | Houston Film Critics Society                      | Melhor ator                                                                   | Indicado     |
| 2016 | Hacksaw Ridge              | London Film Critics' Circle                       | Ator do Ano                                                                   | Indicado     |
| 2016 | Hacksaw Ridge              | London Film Critics' Circle                       | Ator britânico/irlandês do ano                                                | Venceu       |
| 2016 | Hacksaw Ridge              | Phoenix Film Critics Society Awards               | Melhor ator                                                                   | Indicado     |
| 2016 | Hacksaw Ridge              | Phoenix Critics Circle                            | Melhor ator                                                                   | Indicado     |
| 2016 | Hacksaw Ridge              | Washington D.C. Area Film Critics Association     | Melhor ator                                                                   | Indicado     |
| 2017 | Hacksaw Ridge              | Film Critics Circle of Australia Awards           | Melhor ator                                                                   | Indicado     |
| 2017 | Hacksaw Ridge              | Georgia Film Critics Association                  | Melhor ator                                                                   | Indicado     |
| 2017 | Hacksaw Ridge              | Hawaii Film Critics Society                       | Melhor ator                                                                   | Indicado     |
| 2017 | Hacksaw Ridge              | North Texas Film Critics Association              | Melhor ator                                                                   | Indicado     |
| 2021 | Tick, Tick... Boom!        | Sunset Film Critics Circle                        | Melhor ator                                                                   | Venceu       |
| 2021 | Tick, Tick... Boom!        | Hollywood Critics Association                     | Melhor ator                                                                   | Pendente     |
| 2021 | Tick, Tick... Boom!        | Detroit Film Critics Society                      | Melhor ator                                                                   | Indicado     |
| 2021 | Tick, Tick... Boom!        | Washington D.C. Area Film Critics Association     | Melhor ator                                                                   | Venceu       |
| 2021 | Tick, Tick... Boom!        | Atlanta Film Critics Circle Awards                | Melhor ator                                                                   | Indicado     |
| 2021 | Tick, Tick... Boom!        | Discussingfilm Critic Awards                      | Melhor ator                                                                   | Venceu       |
| 2021 | Tick, Tick... Boom!        | Alliance of Women Film Journalists                | Melhor ator                                                                   | Indicado     |
| 2021 | Tick, Tick... Boom!        | Las Vegas Film Critics Society Awards             | Melhor ator                                                                   | Indicado     |
| 2021 | Tick, Tick... Boom!        | St. Louis Film Critics Association Awards         | Melhor ator                                                                   | Vice-Campeão |
| 2021 | Tick, Tick... Boom!        | Chicago Film Critics Association                  | Melhor ator                                                                   | Indicado     |
| 2021 | Tick, Tick... Boom!        | Critics' Choice Movie Awards                      | Melhor ator                                                                   | Pendente     |
| 2021 | Tick, Tick... Boom!        | Portland Critics Association                      | Melhor ator                                                                   | Indicado     |
| 2021 | Tick, Tick... Boom!        | Phoenix Critics Circle                            | Melhor ator                                                                   | Indicado     |
| 2021 | Tick, Tick... Boom!        | Georgia Film Critics Association                  | Melhor ator                                                                   | Indicado     |
| 2021 | Tick, Tick... Boom!        | Women Film Critics Circle Awards                  | Melhor ator                                                                   | Indicado     |
| 2021 | Tick, Tick... Boom!        | Midnight Critics Circle                           | Melhor ator                                                                   | Venceu       |
| 2021 | Tick, Tick... Boom!        | Midnight Critics Circle                           | Melhor Comédia/Performance Musical                                            | Venceu       |
| 2021 | Tick, Tick... Boom!        | Florida Film Critics Circle                       | Melhor ator                                                                   | Indicado     |
| 2021 | Tick, Tick... Boom!        | London Film Critics' Circle                       | Ator do Ano                                                                   | Pendente     |
| 2021 | Tick, Tick... Boom!        | London Film Critics' Circle                       | Ator britânico/irlandês do ano                                                | Pendente     |
| 2021 | Tick, Tick... Boom!        | Online Association of Female Film Critics         | Melhor ator                                                                   | Venceu       |
| 2021 | Tick, Tick... Boom!        | Utah Film Critics Association                     | Melhor Desempenho Principal, Masculino                                        | Vice-Campeão |
| 2021 | Tick, Tick... Boom!        | Indiana Film Journalists Association              | Melhor ator                                                                   | Indicado     |
| 2021 | Tick, Tick... Boom!        | Dallas–Fort Worth Film Critics Association        | Melhor ator                                                                   | Pendente     |
| 2021 | Tick, Tick... Boom!        | Young Filmmakers Association of America Awards    | Melhor Comédia ou Ator Musical                                                | Venceu       |
| 2021 | Tick, Tick... Boom!        | Greater Western New York Film Critics Association | Melhor ator                                                                   | Indicado     |
| 2022 | Tick, Tick... Boom!        | Austin Film Critics Association                   | Melhor ator                                                                   | Indicado     |
| 2022 | Tick, Tick... Boom!        | North Carolina Film Critics Association           | Melhor ator                                                                   | Indicado     |
| 2022 | Tick, Tick... Boom!        | Columbus Film Critics Association                 | Melhor ator                                                                   | Indicado     |
| 2022 | Tick, Tick... Boom!        | Columbus Film Critics Association                 | Ator do Ano                                                                   | Vice-Campeão |
| 2022 | Tick, Tick... Boom!        | Oklahoma Film Critics Circle                      | Melhor ator                                                                   | Vice-Campeão |
| 2022 | Tick, Tick... Boom!        | Oklahoma Film Critics Circle                      | Melhor corpo de trabalho                                                      | Vice-Campeão |
| 2022 | Tick, Tick... Boom!        | San Diego Film Critics Society                    | Melhor ator                                                                   | Vice-Campeão |
| 2022 | Tick, Tick... Boom!        | Toronto Film Critics Association                  | Melhor ator                                                                   | Vice-Campeão |
| 2022 | Tick, Tick... Boom!        | Kansas City Film Critics Circle                   | Melhor ator                                                                   | Vice-Campeão |
| 2022 | Tick, Tick... Boom!        | Seattle Film Critics Society                      | Melhor ator                                                                   | Indicado     |
| 2022 | Tick, Tick... Boom!        | San Francisco Bay Area Film Critics Circle Awards | Melhor ator                                                                   | Indicado     |
| 2022 | Tick, Tick... Boom!        | Hawaii Film Critics Society                       | Melhor ator                                                                   | Indicado     |
| 2022 | Tick, Tick... Boom!        | Chicago Independent Film Critics Circle           | Melhor ator                                                                   | Venceu       |
| 2022 | Tick, Tick... Boom!        | Critics Association of Central Florida            | Melhor ator                                                                   | Venceu       |
| 2022 | Tick, Tick... Boom!        | Iowa Film Critics Awards                          | Melhor ator                                                                   | Venceu       |
| 2022 | Tick, Tick... Boom!        | North Dakota Film Society                         | Melhor ator                                                                   | Indicado     |
| 2022 | Tick, Tick... Boom!        | Music City Film Critics Association               | Melhor ator                                                                   | Indicado     |
| 2022 | Tick, Tick... Boom!        | Online Film Critics Society                       | Melhor ator                                                                   | Indicado     |
| 2022 | Tick, Tick... Boom!        | North American Film Critic Association            | Melhor ator                                                                   | Pendente     |
| 2022 | Tick, Tick... Boom!        | Houston Film Critics Society Awards               | Melhor ator                                                                   | Indicado     |
| 2022 | The Eyes of Tammy Faye     | Houston Film Critics Society Awards               | Melhor Ator Coadjuvante                                                       | Indicado     |
| 2023 | Under the Banner of Heaven | Critics' Choice Television Awards                 | Melhor Ator em Série Limitada ou Filme Feito para a Televisão                 | Indicado     |